# NGC 3088
NGC 3088 est une vaste galaxie lenticulaire située dans la constellation du Lion. NGC 3088 a été découverte par l'astronome germano-britannique William Herschel en 1784.

## Caractéristiques
Sa vitesse par rapport au fond diffus cosmologique est de 7 922 ± 21 km/s, ce qui correspond à une distance de Hubble de 116,9 ± 8,2 Mpc (∼381 millions d'al).
En raison d'une brillance de surface égale à 11,74  mag/am2, on peut qualifier NGC 3088 de galaxie présentant une brillance de surface élevée.

## Paire de galaxies en interaction
La distance de Hubble de PGC 28998 comme NGC 3088 NED02 ou encore comme NGC 3088B est égale à 113,6 ± 8,0 Mpc (∼371 millions d'al). NGC 3088 et PGC 28998 sont donc à une distance semblable de la Voie lactée. De plus, on voit sur l'image que PGC 28998 recouvre partiellement NGC 3088. Ces deux galaxies forment donc une paire physique probablement galaxies en interaction.